# Конрад IV фон Йотинген
Конрад IV фон Йотинген (на немски: Konrad IV von Oettingen; † между 22 януари 1276 – 15 февруари 1279) е граф на Йотинген в Швабия, Бавария.
Той е син на граф Лудвиг III фон Йотинген († 1279) и първата му съпруга графиня Маргарета фон Бургау-Берг-Шелклинген († ок. 1244/сл. 1246), дъщеря на граф Хайнрих III фон Берг-Шелклинген († сл. 1241) и Аделхайд фон Шелклинген. Полубрат е на Лудвиг V († 9 ноември 1313).

## Фамилия
Конрад IV се жени пр. 7 май 1275 г. за графиня Агнес фон Вюртемберг (* пр. 1264; † 27 септември 1305), дъщеря на граф Улрих I Дарителя фон Вюртемберг († 1265) и маркграфиня Мехтхилд фон Баден († сл. 1258). Те имат децата:
- Лудвиг VII († сл. 16 април 1292), граф на Йотинген
- Конрад V Шримпф († между 20 януари и 13 септември 1313), граф на Йотинген, женен за Аделхайд фон Хоенлое-Вайкерсхайм († сл. 1340), дъщеря на граф Крафт I фон Хоенлое-Вайкерсхайм и Маргарета фон Труендинген
- Имагина (* ок. 1285, † 25 юни 1337), омъжена за граф Улрих фон Труендинген († ок. 1311)
- Аделхайд († 1333), омъжена за Албрехт фон Хоенлое

Вдовицата му Агнес фон Вюртемберг се омъжва втори път на 11 януари 1282 г. за граф Фридрих II фон Труендинген († 15 март 1290) и трети път ок. 1295 г. за граф Крафт I фон Хоенлое-Вайкерсхайм († 1322).